# Bergues-sur-Sambre
Bergues-sur-Sambre település Franciaországban, Aisne megyében. Lakosainak száma 206 fő (2022. január 1.). Bergues-sur-Sambre Barzy-en-Thiérache, Boué, Fesmy-le-Sart és Oisy községekkel határos.

## Népesség
A település népességének változása:
| Lakosok száma | 269  | 239  | 211  | 199  | 217  | 211  | 213  | 210  | 209  | 206  |
|               | 1968 | 1982 | 1990 | 2006 | 2013 | 2015 | 2017 | 2019 | 2020 | 2022 |